# Helmut Ruetz
Helmut Ruetz (* 1972) ist ein ehemaliger österreichischer Naturbahnrodler und gegenwärtiger Rennrodelfunktionär. Mit seinem Bruder Andreas bildete er das erfolgreichste Doppelsitzerpaar der 1990er-Jahre. Sie wurden einmal Weltmeister, dreimal Europameister und gewannen mit insgesamt 15 Rennsiegen viermal den Gesamtweltcup. Zudem wurden sie dreimal Österreichische Staatsmeister. Seit 2018 ist er Generalsekretär des Österreichischen Rodelverbands.

## Karriere
Helmut Ruetz erreichte bei den Junioreneuropameisterschaften 1990 und 1991 jeweils den vierten Platz im Doppelsitzer zusammen mit seinem Bruder Andi und den 14. Rang im Einsitzer. 1992 nahmen die Brüder erstmals an einer Weltmeisterschaft teil und wurden Sechste im Doppelsitzer.
Im 1992/93 erstmals ausgetragenen Naturbahnrodel-Weltcup zählten Helmut Ruetz und sein Bruder Andreas von Beginn an zur Weltspitze. Sie konnten gleich das erste Weltcuprennen am 13. Dezember 1992 in Rautavaara gewinnen und erreichten mit weiteren zwei Podestplätzen in der Saison 1992/93 den dritten Platz in der Gesamtwertung. Im Winter 1993/94 blieben sie zwar ohne Sieg, erreichten aber mit einem zweiten und einem dritten Platz wieder den dritten Rang im Gesamtklassement, punktegleich mit den Italienern Roland Niedermair und Hubert Burger. Bei der Weltmeisterschaft 1994 in Gsies wurden sie Fünfte im Doppelsitzer.
In der Saison 1994/95 konnten Helmut und Andi Ruetz mit zwei Siegen in Kreuth und Stein an der Enns sowie zwei zweiten Plätzen zum ersten Mal den Doppelsitzer-Gesamtweltcup für sich entscheiden. Sehr erfolgreich waren sie auch bei der Europameisterschaft 1995 in Kandalakscha, wo sie ihren ersten Europameistertitel gewannen. Im Einsitzer belegte Helmut Ruetz Platz 15. Zudem wurden sie 1995 auch zum ersten Mal Österreichische Staatsmeister im Doppelsitzer. Diesen Titel gewannen sie in den Jahren 1997 und 1999 weitere zwei Mal.
Im Winter 1995/96 siegten die Ruetz-Brüder in fünf von sechs Weltcuprennen, womit sie ihren Gesamtweltcupsieg mit klarem Vorsprung wiederholen konnten. Bei der Weltmeisterschaft 1996 in Oberperfuss wurden sie allerdings von ihren Landsmännern Reinhard Beer und Herbert Kögl auf Platz zwei verwiesen. Im Einsitzer wurde Helmut Ruetz Elfter. In dieser Saison erreichte Helmut Ruetz auch den sechsten Platz im Einsitzer-Gesamtweltcup. In der Saison 1996/97 gewannen Helmut und Andreas Ruetz ein Weltcuprennen in Obdach, wurden dreimal Zweite und zweimal Dritte. Im Gesamtweltcup erreichten sie damit hinter dem Doppel Beer/Kögl, das drei Saisonsiege feierte, den zweiten Platz. Bei der Europameisterschaft 1997 in Moos in Passeier gelang ihnen die erfolgreiche Titelverteidigung. Helmut Ruetz belegte zudem den 16. Platz im Einsitzer.
Im Winter 1997/98 konnte das Duo Ruetz/Ruetz mit zwei Siegen in Sölden und Oberperfuss und weiteren drei Podestplätzen wieder den Gesamtweltcupsieg für sich verbuchen. Den größten Erfolg ihrer Karriere feierten sie bei der Weltmeisterschaft 1998 in Rautavaara, als sie vor den Italienerin Manfred Gräber und Hubert Burger sowie den Österreichern Reinhard Beer und Herbert Kögl Weltmeister im Doppelsitzer wurden.
In der Saison 1998/99 konnten die Brüder mit vier Siegen in Sölden, Bad Goisern, Canale d’Agordo und Aurach zum vierten Mal den Gesamtweltcup für sich entscheiden. Diese Zahl an Gesamtsiegen konnte bis heute kein anderes Doppelsitzerpaar erreichen. Außerdem wurden sie bei der Europameisterschaft 1999 in Szczyrk zum dritten Mal in Folge Europameister, was bis dahin noch keinem Doppelsitzer gelungen war. Erst von 2004 bis 2008 gewannen die Russen Pawel Porschnew und Iwan Lasarew auch dreimal hintereinander die Europameisterschaft. Nach diesen Erfolgen beendete Andi Ruetz seine sportliche Karriere, um sich fortan seiner beruflichen Tätigkeit zu widmen. Auch Helmut Ruetz zog sich vom Spitzensport zurück.
Im Oktober 2018 übernahm Ruetz als Nachfolger von Reinhard Poller die Position des Generalsekretärs des Österreichischen Rodelverbands.

## Sportliche Erfolge
(Doppelsitzer gemeinsam mit Andi Ruetz)

### Weltmeisterschaften
- Bad Goisern 1992: 6. Doppelsitzer
- Gsies 1994: 5. Doppelsitzer
- Oberperfuss 1996: 2. Doppelsitzer, 11. Einsitzer
- Rautavaara 1998: 1. Doppelsitzer, 13. Einsitzer

### Europameisterschaften
- Kandalakscha 1995: 1. Doppelsitzer, 15. Einsitzer
- Moos in Passeier 1997: 1. Doppelsitzer, 16. Einsitzer
- Szczyrk 1999: 1. Doppelsitzer

### Junioreneuropameisterschaften
- Železniki 1990: 4. Doppelsitzer, 14. Einsitzer
- Kandalakscha 1991: 4. Doppelsitzer, 14. Einsitzer

### Weltcup
- 4× Gesamtweltcupsieg im Doppelsitzer in den Saisonen 1994/95, 1995/96, 1997/98 und 1998/99
- 1× 2. Gesamtrang im Doppelsitzer in der Saison 1996/97
- 2× 3. Gesamtrang im Doppelsitzer in den Saisonen 1992/93 und 1993/94
- 32 Podestplätze in Weltcuprennen, davon 15 Siege:

| Datum             | Ort               | Land        | Disziplin    |
| ----------------- | ----------------- | ----------- | ------------ |
| 13. Dezember 1992 | Rautavaara        | Finnland    | Doppelsitzer |
| 5. Februar 1995   | Kreuth            | Deutschland | Doppelsitzer |
| 12. Februar 1995  | Stein an der Enns | Österreich  | Doppelsitzer |
| 27. Dezember 1995 | Rautavaara        | Finnland    | Doppelsitzer |
| 30. Dezember 1995 | Rautavaara        | Finnland    | Doppelsitzer |
| 19. Jänner 1996   | Landskron         | Österreich  | Doppelsitzer |
| 21. Jänner 1996   | Landskron         | Österreich  | Doppelsitzer |
| 4. Februar 1996   | Latsch            | Italien     | Doppelsitzer |
| 9. Februar 1997   | Obdach            | Österreich  | Doppelsitzer |
| 23. November 1997 | Sölden            | Österreich  | Doppelsitzer |
| 25. Jänner 1998   | Oberperfuss       | Österreich  | Doppelsitzer |
| 6. Dezember 1998  | Sölden            | Österreich  | Doppelsitzer |
| 17. Jänner 1999   | Bad Goisern       | Österreich  | Doppelsitzer |
| 24. Jänner 1999   | Canale d’Agordo   | Italien     | Doppelsitzer |
| 5. Februar 1999   | Aurach            | Österreich  | Doppelsitzer |

### Österreichische Meisterschaften
- Österreichischer Staatsmeister im Doppelsitzer 1995, 1997 und 1999